# Чемпионат Румынии по футболу 1911/1912
Чемпионат Румынии по футболу 1911/12 — 3-й сезон главного футбольного первенства Румынии. Официальное название Кубок АСАР (рум. Asociațiunea Societăților Atletice din România).